# John James Jackson
John James Jackson (ur. 11 kwietnia 1977 w Bishop Auckland) – brytyjski bobsleista, brązowy medalista olimpijski.
W 2010 roku wystąpił na igrzyskach olimpijskich w Vancouver, gdzie zajął 17. miejsce w ślizgu czwórek, a rywalizacji w dwójkach nie ukończył. Na rozgrywanych cztery lata później igrzyskach olimpijskich w Soczi wspólnie z Bruce'em Taskerem, Stuartem Bensonem i Joelem Fearonem wywalczył brązowy medal w czwórkach. Pierwotnie Brytyjczycy zajęli piąte miejsce, jednak po dyskwalifikacji dwóch drużyn rosyjskich w 2017 roku przyznano im brązowe medale. W tym samym roku Brytyjczycy w tym składzie zdobyli też srebrny medal na mistrzostwach Europy w Königsee.
Jest sierżantem w Royal Marines.
W 2016 roku zakończył karierę.